# Міжлісся (Володимирський район)
Міжлі́сся — село в Україні, у Зимнівській сільській громаді Володимирського району Волинської області.

## Географія
Селом протікає річка Риловиця.
Село засновано у 1565 р.[джерело?] До 1964 р. носило назву Владиславівка.
Орган місцевого самоврядування — Війницька сільська громада. Населення становить 57 осіб. Кількість дворів (квартир) — 21. З них 1 новий (після 1991 р.).

## Історія
З 20 червня 2018 року у складі Війницької сільської об'єднаної територіальної громади.
12 червня 2020 року, відповідно до розпорядження Кабінету Міністрів України № 708-р «Про визначення адміністративних центрів та затвердження територій територіальних громад Волинської області», увійшло до складу Зимнівської сільської територіальної громади.
19 липня 2020 року, в результаті адміністративно-територіальної реформи та ліквідації  Володимир-Волинського району(1940—2020) село увійшло до новоутвореного Володимир-Волинського району (від 18 липня 2022 Володимирського).

## Населення
Згідно з переписом УРСР 1989 року чисельність наявного населення села становила 43 особи, з яких 21 чоловік та 22 жінки.
За переписом населення України 2001 року в селі мешкала 61 особа.

### Мова
Розподіл населення за рідною мовою за даними перепису 2001 року:
| Мова       | Відсоток |
| ---------- | -------- |
| українська | 96,72 %  |
| російська  | 3,28 %   |